# Родригес, Хосе Луис (мексиканский футболист)
Хосе Луис Родригес Перальта (исп. José Luis Rodríguez Peralta; род. 5 ноября 1922, Тампико, Тамаулипас) — мексиканский футболист, защитник. Участник летних Олимпийских игр 1948 года.

## Биография
Хосе Родригес родился 5 ноября 1922 года в мексиканском городе Тампико.
Играл в футбол на позиции защитника. В 1945—1949 годах выступал в чемпионате Мексики за «Монтеррей». Входил во впервые сформированный состав команды.
В 1948 году вошёл в состав сборной Мексики по футболу на летних Олимпийских играх в Лондоне. Играл на позиции защитника в единственном матче мексиканцев, в котором они в 1/8 финала проиграли сборной Южной Кореи (3:5), мячей не забивал.
О дальнейшей жизни данных нет.